# (17572) 1994 PX11
A (17572) 1994 PX11 a Naprendszer kisbolygóövében található aszteroida. Eric Walter Elst fedezte fel 1994. augusztus 10-én.